# Scholtambt van Zutphen
Het Scholtambt van Zutphen was tot 1795 een bestuurlijk gebied in de Graafschap Zutphen. Het gebied bestond uit de hanzestad Zutphen en haar richterambten: Almen en Gorssel, Vorden en Warnsveld met hun bijbehorende dorpen en buurtschappen.

## Geschiedenis
De richterambten binnen het Scholtambt van Zutphen worden voor het eerst vermeld in een uit 1432 stammende verklaring van de landdrost. Daarin is sprake van de richterambten Almen en Gorssel, Vorden, Warnsveld en Wichmond. Wichmond werd later aan Warnsveld toegevoegd. Met de komst van de Fransen werden in 1795 alle feodale rechten formeel afgeschaft en kwam een einde aan het bestuurlijke gebied. Het gebied werd in aparte mairies opgedeeld.